# Hohlfaser

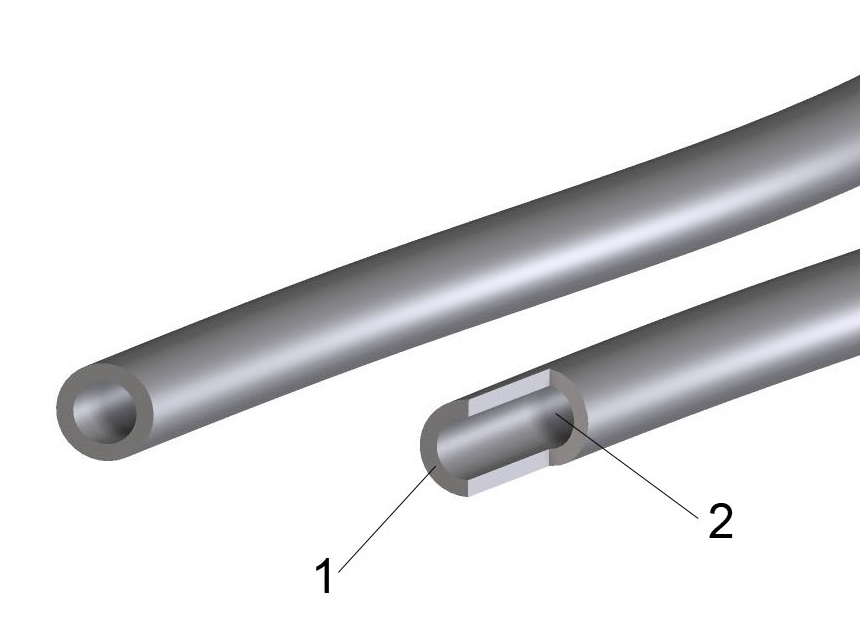
Eine Hohlfaser.
1-Mantel
2-Kern (hohl)

Unter einer Hohlfaser versteht man eine Faser sowohl als Filament als auch als Spinnfaser, die im Querschnitt einen oder mehrere durchgängige, mit Luft gefüllte Hohlräume aufweist. Hohlfasern können aus Schmelzen oder Lösungen nach unterschiedlichen Methoden ersponnen werden. Die Filamente mit einem durchgängigen Hohlraum werden auch als Hohlfäden bezeichnet. Es existieren auch segmentierte Hohlfasern, d. h. der Hohlraum ist nicht durchgehend, sondern in Segmenten ausgebildet.

## Textilien
In der Textilindustrie werden Hohlfasern als Dämmmaterial oder wegen ihrer Kapillarkräfte als saugfähiges Füllmaterial hergestellt. Die Baumwollfaser ist eine Hohlfaser natürlichen Ursprungs. Synthetische textile Hohlfasern auf Polyamid-Basis sind z. B. Anso-tex, auf Polyester-Basis z. B. Hollofil, Quallofil (7-Kanal), Coolmax (4-Kanal oder 6-Kanal) oder Thermicfibre (4-Kanal oder 6-Kanal) sowie auf Polypropylen-Basis z. B. D.Fens und Asota M40.
Sowohl für Haustextilien als auch für Bekleidungsstoffe werden überwiegend Hohlfasern aus PET-Filamenten mit Mehrlochstrukturen verwendet, z. B. mit 3, 4 oder 7 durchgehenden Hohlräumen, sogenannten Kanälen. Charakteristisch ist die gute Wärmehaltung, die reduzierte Masse, die Feuchtigkeitsableitung und vor allem mit silikonisierter Ausrüstung die Weichheit. Für Jersey-, Interlock- und Trikotware sowie für Vliesstoffe werden neben einkanaligen überwiegend vierkanalige PET-Hohlfasern eingesetzt, die über eine hohe Bauschelastizität verfügen. Für Haustextilien werden Ein- und Mehrloch-PET-Fasern als Füllmaterial in Steppdecken, Kissen, Betten und in der Polstermöbelfertigung verwendet.
Mit PA 6.6-Hohlfilamenten sind um 30 bis 40 % leichtere Textilien mit 15 % besserem Isoliervermögen herstellbar als mit normalen PA 6.6.-Garnen. Eingesetzt werden diese Hohlfilamente in Sport- und Outdoor-Bekleidung und für Jacken und Mäntel.
PP-Hohlraumfasern mit einer 3-Kanal-Struktur werden vor allem im Teppichsektor eingesetzt. Sie dienen als Polmaterial in Tuftingteppichen, rein und in Mischung mit Wolle, und sorgen für ein sehr gutes Wiedererholungsvermögen.

## Leichtbau
Eine Sonderform der in Verbundwerkstoffen eingesetzten Glasfaser, die Hohlglasfaser, besitzt einen Hohlquerschnitt und ermöglicht dadurch ein bis zu 40 % niedrigeres Gesamtgewicht der gehärteten Schichtstoffe.

## Optik

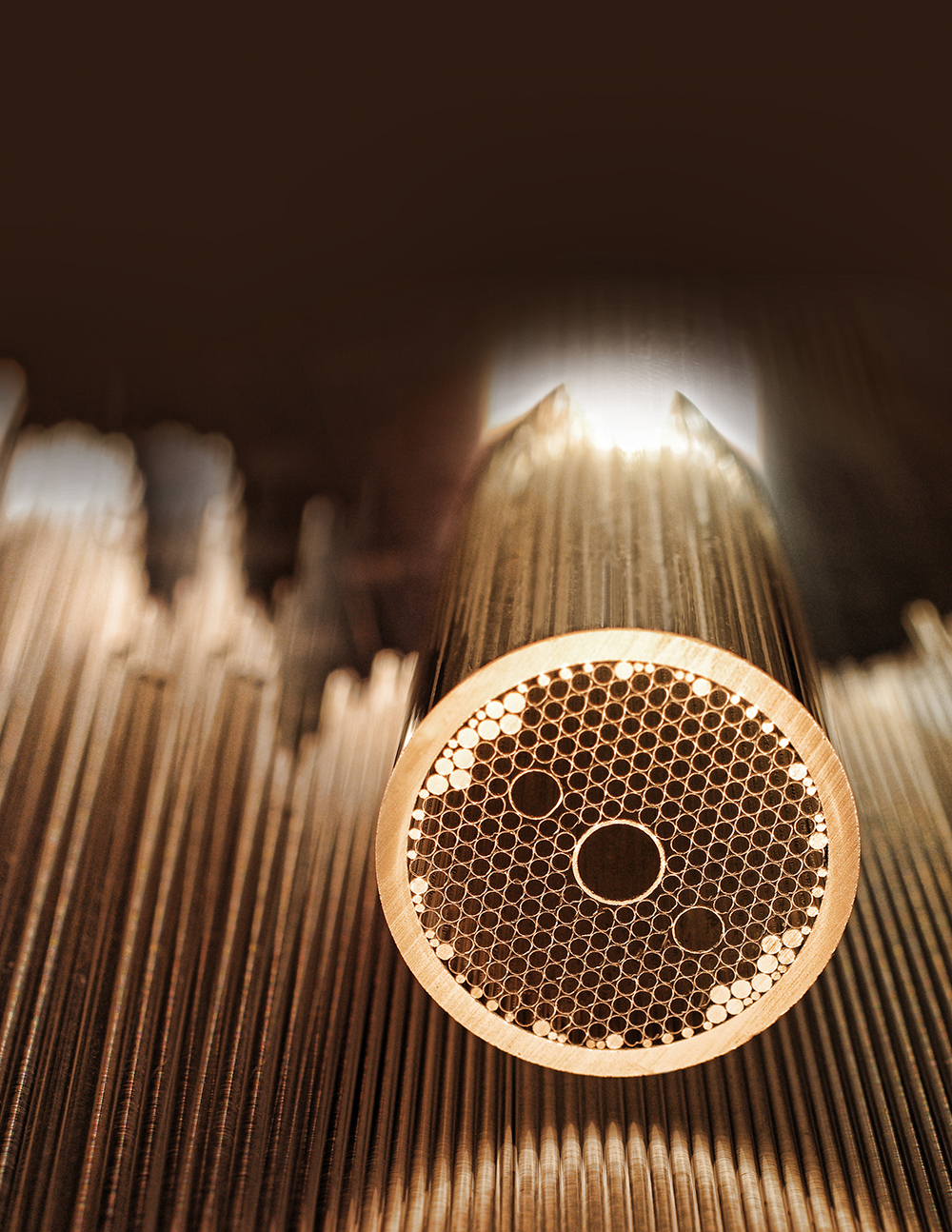
Hohlkern-Glasfaser (HC-PBF: Hollow core photonic bandgap fiber)

In der Optik werden neben herkömmlichen Lichtleitern mit Vollquerschnitt auch Hohlfasern zur Leitung von Licht verwendet. Solche Hohlfasern bestehen entweder aus einem Polymer (siehe auch Polymere optische Faser) oder aus Glas (siehe auch Glasfaser).
Die Lichtleitung kann nicht wie bei herkömmlichen Fasern durch Totalreflexion erfolgen, sondern bei streifendem Einfall durch Reflexion oder mithilfe eines Photonischen Kristalles („Hohlkern-photonischer Kristall-Faser“, kurz HC-PCF, von englisch hollow-core photonic-crystal fiber bzw. HC-PBF für hollow-core photonic bandgap fiber).
Hohlfasern haben gegenüber herkömmlichen Fasern ohne Hohlraum folgende Vorteile:
- die Wechselwirkung des Lichtes mit dem Fasermaterial ist geringer, was sich in einigen Spektralbereichen in einer geringeren Dämpfung bemerkbar macht
- störende nichtlineare optische Effekte bei sehr hohen Lichtleistungen werden reduziert und die Zerstörung der Faser durch zu intensives Licht verhindert.

Glashohlfasern können außer zur Lichtleitung auch zur Durchführung von Funktionselementen dienen, z. B. von Lichtleitfasern.

## Membrantechnik

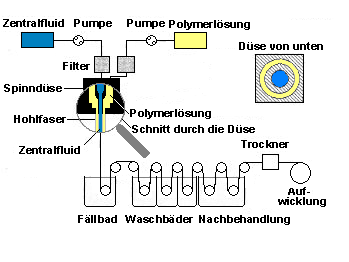
Nassspinnverfahren von Hohlfasern

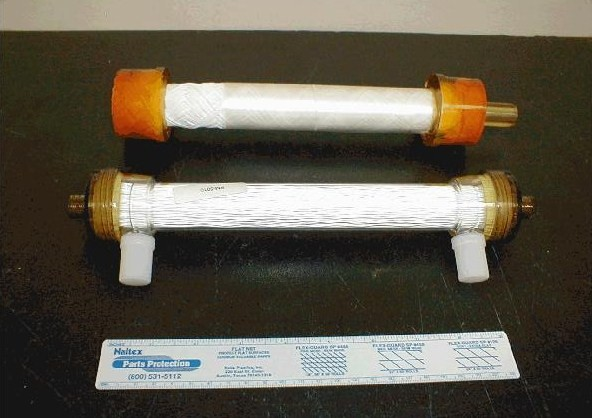
Hohlfasermembranmodule

In der Membrantechnik werden Hohlfasern (auch Kapillarmembran oder Hohlfäden genannt) mit teildurchlässigen Strukturen hergestellt, so dass die Wände der Faser als Membran wirken. Zum Aufbau von Filtermodulen werden Hohlfasern mit einer Länge zwischen 25 und über 100 cm zu Modulen von bis zu vielen Quadratmetern Filterfläche zusammengefasst, und an beiden Enden gegen hydraulischen Kurzschluss (Leckage zwischen der Permeatseite und der Retentatseite einer Filtrationseinheit) vergossen (gepottet).

### Herstellung
Hohlfasermembranen bestehen heute meist aus Polyethersulfon, Polysulfon oder Polyacrylnitril (PESU, PSU, PAN). Aber auch Keramik oder Sintermetall kommen zum Einsatz.
Polymerfasern werden in der Regel mittels Phaseninversion im Nassspinnverfahren hergestellt. Teilweise werden sie auch gesintert (PTFE, PP, PE) oder extrudiert und gereckt.

### Anströmung
Hohlfasermembranen lassen sich in zwei Richtungen anströmen:
- In - Out (Dialysator; Saftfiltration)
- Out - In (Membranbelebungsreaktor)

und auf zwei Arten:
- Tangentialflussfiltration (Gegenstromprinzip), wobei sie durch den Pinch-Effekt eine gewisse Selbstreinigung erfahren (nur bei In - Out).
- Dead-End-Filtration, was energetisch günstiger ist

.
Die Wahl der Verfahren und deren Kombination ist abhängig von der zu erwartenden Fracht und der Partikelgröße.

### Einsatzgebiete
- Mikrofiltration
- Ultrafiltration
- Nanofiltration
- Gastrennung
- Dialyse

In der Trinkwasseraufbereitung und der Abwasserbehandlung (MBR) aber auch in der Bioverfahrenstechnik sind sie von zunehmender Bedeutung.